# 咲洲
咲洲（日语：／ Sakishima */?）是位于日本大阪市住之江区的一座人工岛，为大阪湾三大人工岛之一（梦洲、咲洲、舞洲），占地1045公顷，是大阪新兴的商业和研究开发基地。楼高256米的大阪府咲洲厅舍是咲洲的地标性建筑。

## 历史
前称为大阪南港地区，填海造陆工程于1958年开始，起初以建造临海工业用地为目的，计划建设大规模的炼油厂，后来因重新审视石油政策而告终，亦曾作为1970年世界博览会的候选用地。在1988年大阪市政府制定的“科技港大阪”（テクノポート大阪）计划中，今梦洲、咲洲、舞洲一带被共同规划为大阪新的城市中心。1991年，正式定名为咲洲。随着日本泡沫经济破灭，咲洲的大规模开发一度被搁置，直至2000年代才重新启动。当局将咲洲中心地带打造为支持各种商业、科技活动的「宇宙广场」地区（コスモスクエア，Cosmosquare），包含南港新城、亞洲太平洋貿易中心、大阪府咲洲厅舍（原稱大阪世界貿易中心大樓，通稱咲洲宇宙塔）等設施。
2019年召開的G20大阪峰會，主場地位於咲洲的大阪國際貿易展覽館（Intex大阪）。